# 全裂翠雀花
全裂翠雀花是毛茛科翠雀属多年生草本植物，分布于中国河南、湖北、安徽海拔400米至800米的山区，为中国特有植物。